# لیبرا، عشق من
لیبرا، عشق من (ایتالیایی: Libera, amore mio...) یک فیلم درام ایتالیایی به کارگردانی مائورو بولونینی است که در سال ۱۹۷۵ میلادی منتشر شد.

## بازیگران
- کلودیا کاردیناله
- برونو چیرینو
- آدولفو چلی
- فیلیپ لروآ
- لوئیجی دیبرتی
- تولیو آلتامورا
- روزالبا نری
- رزیتا پیزانو
- فرانکو بالدوچی
- بکیم فمیو
- کارلا مانچینی